# (22740) Rayleigh
(22740) Rayleigh est un astéroïde de la ceinture principale.

## Description
(22740) Rayleigh est un astéroïde de la ceinture principale. Il fut découvert le 20 septembre 1998 à La Silla par Eric Walter Elst. Il présente une orbite caractérisée par un demi-grand axe de 3,24 UA, une excentricité de 0,21 et une inclinaison de 3,1° par rapport à l'écliptique.

## Compléments